# Ранки, Дежё
Де́жё Ра́нки (венг. Ránki Dezső; 8 сентября 1951, Будапешт) — венгерский пианист.

## Биография
Учился музыке с 8 лет, занимался с Кларой Мате; в 1973 г. с отличием окончил Музыкальной академии имени Ференца Листа, где учился у П.Кадоши и Ф.Радоша. В 1969 г. начал международную карьеру с победы на Международном конкурсе пианистов имени Шумана (в 1984 г. там же, в Цвиккау, ему была вручена Премия Роберта Шумана).
Гастролировал в Европе, Скандинавии, СССР, США и Японии. Участвовал в музыкальных фестивалях, в том числе в Люцерне, Ментоне, Париже, Праге, Санкт-Морице, Антибе, Хельсинки. В 1975 исполнил фортепианную партию в Age of Anxiety Леонарда Бернстайна на Летнем музыкальном фестивале Каринтии. Играл с ведущими оркестрами (Берлинский филармонический, Лондонский филармонический, оркестр Консертгебау) и известными дирижёрами (Шолти, Зубин Мета, Вацлав Нойман). Выступал в фортепианных дуэтах с Золтаном Кочишем и с женой Эдит Клукон.
Обширный репертуар (от Моцарта до Бартока и Куртага) исполняется им с присущей ясностью, чётким ритмом и без сентиментальностей, что выделяет Ранки в исполнении музыки Бартока и Стравинского. Наибольшим признанием специалистов пользуются осуществлённые Ранки, по большей части, на рубеже 1970-80-х гг. записи произведений Моцарта, Шопена, Листа и Бартока.
С 1973 г. преподавал в Музыкальной академии Ференца Листа.
Его сын, Фюлёп Ранки (венг. Ránki Fülöp), также является талантливым пианистом. В 2021 году вышел его диск с записями работ Бартока.

## Награды и признание
- Гран-при Académie Charles-Cros (1972) — за диск Шопена
- премия Ференца Листа (1973)
- Премия имени Кошута (1978, 2008)
- Заслуженный артист ВНР (1984)
- премия Бартока — Пастори (1988)
- Выдающийся артист (1990)
- Командорский Крест со звездой венгерского Ордена заслуг (2006)
- премия Prima Primissima Национальной ассоциации предпринимателей (2005)
- Венгерская премия Искусств (2007)